# Nachal Cuba
Nachal Cuba (hebrejsky: נחל צובה) je vádí v Judských horách v Izraeli.
Začíná v nadmořské výšce přes 700 metrů jihozápadně od města Mevaseret Cijon. Vede okolo hory Har Cheret jižně od vesnice Cova k jihozápadu prudce se zahlubujícím údolím se zalesněnými svahy. Z východu míjí horu Har Ejtan, ze západu vrch Har Tajasim. Stáčí se k jihu a ústí zprava do potoka Sorek. Vádí je turisticky využívané, v horním úseku jím vede Izraelská stezka.